# Garrulax sukatschewi
El charlatán de Sukatschev (Garrulax sukatschewi) es una especie de ave paseriforme de la familia Leiothrichidae propia de China.

## Distribución y hábitat
Es endémico de la zona central de China. Su hábitat natural son los bosques templados. Se encuentra amenazado por pérdida de hábitat.